# Orthetrum poecilops
Orthetrum poecilops is een libellensoort uit de familie van de korenbouten (Libellulidae), onderorde echte libellen (Anisoptera).
De soort staat op de Rode Lijst van de IUCN als kwetsbaar, beoordelingsjaar 2009, de trend van de populatie is volgens de IUCN dalend.
De wetenschappelijke naam Orthetrum poecilops is voor het eerst geldig gepubliceerd in 1916 door Ris.